# Iuka (Mississipi)
Iuka és una població dels Estats Units a l'estat de Mississipi. Segons el cens del 2000 tenia 3.059 habitants.

## Demografia
Segons el cens del 2000, Iuka tenia 3.059 habitants, 1.325 habitatges, i 809 famílies. La densitat de població era de 122,3 habitants per km².
Dels 1.325 habitatges en un 25% hi vivien nens de menys de 18 anys, en un 44,8% hi vivien parelles casades, en un 13,4% dones solteres, i en un 38,9% no eren unitats familiars. En el 36,9% dels habitatges hi vivien persones soles el 17,4% de les quals corresponia a persones de 65 anys o més que vivien soles. El nombre mitjà de persones vivint en cada habitatge era de 2,13 i el nombre mitjà de persones que vivien en cada família era de 2,77.
Per edats la població es repartia de la següent manera: un 19,5% tenia menys de 18 anys, un 7,4% entre 18 i 24, un 23,4% entre 25 i 44, un 23,7% de 45 a 60 i un 26,1% 65 anys o més.
L'edat mediana era de 45 anys. Per cada 100 dones de 18 o més anys hi havia 72,1 homes.
La renda mediana per habitatge era de 24.082 $ i la renda mediana per família de 36.863 $. Els homes tenien una renda mediana de 30.449 $ mentre que les dones 20.658 $. La renda per capita de la població era de 17.261 $. Entorn del 16% de les famílies i el 20,4% de la població estaven per davall del llindar de pobresa.

## Poblacions més properes
El següent diagrama mostra les poblacions més properes.